# Panteley Dimitrov
Panteley Dimitrov (2 de novembro de 1940 - 23 de junho de 2001) é um ex-futebolista profissional búlgaro, que atuava como meia.

## Carreira
Panteley Dimitrov fez parte do elenco da Seleção Búlgara na Copa do Mundo de 1962. 

## Títulos
- Campeonato Búlgaro (4): 1958–59, 1959–60, 1960–61, 1961–62
- Copa da Búlgaria: 1960–61